# Maria Ressa
Maria Angelita Ressa (ur. 2 października 1963 w Manili) – filipińska dziennikarka, współzałożycielka informacyjnego portalu Rappler. Wspólnie z Dmitrijem Muratowem została laureatką Pokojowej Nagrody Nobla za 2021 rok.
W 2020 roku została skazana za cyberprzestępczość na mocy kontrowersyjnej filipińskiej Ustawy o zwalczaniu cyberprzestępczości, co zostało potępione przez organizacje praw człowieka i dziennikarzy jako atak na wolność prasy.
Ressa znalazła się w zestawieniu czasopisma Time Person of the Year 2018 jako jedna z grona dziennikarzy i dziennikarek z całego świata, walczących z fake newsami. 13 lutego 2019 r. została aresztowana za cyfrowe zniesławienie z powodu oskarżeń o opublikowanie na stronach Rapplera fałszywych wiadomości dotyczących biznesmena Wilfredo Kenga. 
15 czerwca 2020 r. sąd w Manili uznał ją za winną cyberpomówienia. Ponieważ Maria Ressa otwarcie krytykuje prezydenta Filipin Rodrigo Duterte, jej aresztowanie i skazanie było postrzegane przez wielu w opozycji i społeczność międzynarodową jako politycznie umotywowany akt rządu Duterte.
Ressa jest jedną z 25 czołowych postaci Komisji Informacji i Demokracji powołanej przez Reporterów bez Granic.